# Vladimir Alekseevič Potkin
Vladimir Alekseevič Potkin (Rybinsk, 28 giugno 1982) è uno scacchista russo, Grande maestro, Campione europeo assoluto nel 2011.
Diventò Maestro Internazionale nel 1999 e Grande maestro nel 2001, all'età di 19 anni.
Tra i migliori risultati della sua carriera il 2º posto a Kiev nel 2001, il 1º posto nel torneo "Internet KO" di Dos Hermanas nel 2003, il 2º posto nel Capablanca Memorial dell'Avana nel 2009.
Nell'aprile del 2011 ha vinto il 12º Campionato europeo individuale di Aix-les-Bains in Francia. In settembre gioca la Coppa del Mondo di scacchi 2011 dove giunge agli ottavi di finale, eliminato da Alexander Grischuk dopo aver battuto Jurij Šul'man, Alexei Shirov e Nikita Vitjugov.
È stato per lungo tempo uno dei secondi di Lewon Aronyan. Ha svolto lo stesso compito successivamente per Sergej Karjakin durante il Mondiale 2016 e, da allora, per Jan Nepomnjaščij.
Nelle lista FIDE di novembre 2011 raggiunge il suo record Elo, con 2684 punti (62º al mondo, 17º tra i giocatori russi).